# Harriet E. Wilson
Harriet E. Wilson (15 de março de 1825 – 28 de junho de 1900) foi uma escritora afro-americana. Ela foi a primeira afrodescendente a publicar um romance nos Estados Unidos. Seu romance Our Nig, or Sketches from the Lifeof a Free Black foi publicado anonimamente em 1859 em Boston, Massachusetts, e não chegou a ser amplamente conhecido na época. A obra foi redescoberta em 1982 pelo professor universitário e pesquisador Henry Louis Gates, Jr., que o documentou como o primeiro romance afro-americano.
Nascida como negra livre em Nova Hampshire, Wilson tornou-se órfã ainda jovem, e serviu como criada até completar 18 anos de idade. Em seguida, teve grandes dificuldades para se sustentar e se casou duas vezes; seu filho único George morreu aos sete anos em uma albergue para pessoas destituídas, onde ela o colocou durante seus anos de viuvez. A autora desclara ter escrito seu único romance como forma de assegurar uma fonte de renda. Mais tarde, associou-se à igreja Espiritualista, ganhou seu sustento dando ciclos de palestras sobre sua vida, e trabalhou como empregada doméstica para uma pensão. No final de sua vida, tornou-se uma das primeiras empresárias afro-americanas do norte do país, produzindo e comercializando produtos capilares.

## Biografia
Nascida Harriet E. "Hattie" Adams em Milford, New Hampshire, era filha mestiça de Margaret Ann (ou Adams) Smith, uma lavadeira de descendência irlandesa, e Joshua Green, um tanoeiro de descendência mista, meio africano e meio indígena. Depois da morte do pai, ainda quando era criança, sua mãe a abandonou na fazenda de Nehemiah Hayward Jr., um fazendeiro abastado de Milford, "ligado ao grupo musical Hutchinson Family Singers".  Na condição de órfã, Adams foi designada pela corte local como criada da família Hayward, um modo comum na sociedade da época de providenciar suporte e educação para órfãos. A intenção era que, em troca de trabalho, a criança fosse provida de um quarto, refeições e treinamentos para habilidades costumeiras, de forma que pudesse, mais tarde, se integrar à sociedade.
Com base em sua pesquisa documental, os pesquisadores P. Gabrielle Foreman e Reginald H. Pitts acreditam que a família Hayward serviu de base para a família "Bellmont" retratada em Our Nig (no romance, esta é a família que manteve a jovem Frado sob um regime de servidão, abusando dela física e mentalmente dos seis aos dezoito anos. O material recolhido por Foreman e Pitts figuram a edição de 2004 de Our Nig, publicada pela Penguim Books/Random House).
No fim de sua servidão, com dezoito anos, Hattie Adams (como era conhecida) trabalhou como empregada doméstica e costureira em diversas casas no sul de New Hampshire.

### Casamento e família
Adams casou-se com Thomas Wilson em Milford em 6 de outubro de 1851. Como escravo fugido, Wilson viajou por toda a Nova Inglaterra dando palestras sobre sua vida. Embora tenha continuado a palestrar em igrejas e praças cívicas, ele logo revelou a Hattie que nunca foi de fato um escravo, e só criara essa história para ganhar suporte dos abolicionistas.
Em pouco tempo, Wlson abandou Harriet. Grávida e doente, ela foi enviada à fazenda de enjeitados de Hillsborough County, New Hampshire (uma espécie de albergue para destituídos na zona rural), onde seu filho único, George Mason Wilson, nasceu, provavelmente em 15 de junho de 1852. Logo após o nascimento de George, Wilson reapareceu e tirou a criança e a mulher da fazenda. Ele voltou a trabalhar como marinheiro e, logo em seguida, faleceu.
Na condição de viúva, Harriet Wilson voltou a deixar o filho na fazenda de Hillsborough County e tentou se sustentar por meio de serviços informais. Lá ele faleceu na idade de sete anos de idade, em 16 de fevereiro de 1860. Em seguida, Wilson se udou para Boston, em busca de novas oportunidades de emprego. Em 29 de setembro de 1870, uma década depois, voltou a se casar, agora com John Gallatin Robinson de Boston. Um farmacêutico, John era nativo do Canadá, da cidade de Sherbrooke, Quebec e origens anglo-germânicas; ele tinha aproximadamente 18 anos a menos que Wilson. De 1870 a 1877, eles morarm na 46 Carver Street, e aparentemente viveram separados depois disso. Não se encontrou nenhum arquivo do divórcio, ainda que divórcios fossem incomuns na época.

### Carreira como romancista
Enquanto residia em Boston, Wilson escreveu Our Nig. Em 18 de agosto de 1859, ela registrou o texto e depositou uma cópia dele no escritório de direitos autorais na Corte distrital de Massachusetts. Em 5 de setembro de 1859, o romance foi publicado anonimanente por George C. Rand and Avery, uma firma editorial de Boston. Wilson alegou ter escrito o romance para levantar fundos para cuidar da saúde de seu filho doente, George.
Em 1863, Harriet Wilson apareceu no "Relatório de Supervisão dos Pobres" ("Report of the Overseers of the Poor") da cidade de Milford, New Hampshire.  Daí em diante, ela desapareceu dos registros públicos até 1867, quando apareceu no jornal Espiritualista de Boston Banner of Light, como moradora de Cambridge, Massachusetts.  Subsequentemente, ela se mudou para a região do Rio Charles na cidade de Boston, onde se tornou célebre em círculos espiritualistas como a "médium de cor" ("the colored medium").
De 1867 a 1897, a "Sra. Hattie E. Wilson" figurou no Banner of Light como uma médium e palestrante. Ela foi, por algum tempo, ativa na comunidade espiritualista, sendo requisitada em retiros espirituais, teatros e lares privados por toda a Nova Inglaterra; na ocasião, compartilhou o palco com palestrantes como Victoria Woodhull e Andrew Jackson Davis. Em 1870, Wilson viajou para Chicago como membro da delegação da convenção da American Association of Spiritualists. Wilson também palestrou sobre reformas trabalhistas e educação infantil. Embora transcrições de suas palestras não tenham sobrevividos, relatos de jornal implicam que frequentemente ela falava sobre suas experiências de vida em um tom, por vezes, cáustico e bem humorado.
Mais perto de casa, Wilson foi ativa na organização e manutenção de Liceus para o Progresso das Crianças (Children's Progressive Lyceums), o equivalente da igreja Espiritualista para escolas dominicais protestantes; ela também organizou festas de natal, participou em pequenas peças teatrais e cantou em um quarteto musical.
Ademais, por aproximadamente vinte anos, de 1879 a 1897, atuou como estalajadeira em uma pensão situado em uma casa de dois andares 15 Village Street (próxima à atual esquina das ruas Dover [atualmente East Berkeley Street] e Tremont, em South End.)
Não há evidência de que tenha escrito qualquer outro romance para publicação.
Em 28 de junho de 1900, Hattie E. Wilson morreu no Quincy Hospital em Quincy, Massachusetts. Ela foi enterrada na campa da família Cobb no cemitério de Mount Wollaston. Seu túmulo se encontra na tumba de número 1337, na ala antiga ("old section") do cemitério. O marido Robison, viveu o resto da vida em Pembroke, Massachusetts, voltando a se casar dois anos mais tarde com uma mulher de 24 anos chamada Izah Nellie Moore.

## Disputa pelo pioneirismo
O pesquisador Henry Louis Gates, Jr. redescobriu Our Nig em 1982 e documentou a obra como o primeiro romance afro-americano a ser publicado nos Estados Unidos (outros já haviam sido publicados na Inglaterra). A veiculação na mídia do advento fez com que Harriet E. Wilson ganhasse então grande atenção por parte de acadêmicos e do público leitor.
Em 2006, William L. Andrews, um professor de literatura inglesa na University of North Carolina at Chapel Hill, e Mitch Kachun, um professor de história na Western Michigan University, resgataram o romance serial de Julia C. Collins The Curse of Caste; or The Slave Bride (1865), publicado inicialmente no periódico Christian Recorder, jornal da African Methodist Episcopal Church. Publicado em formato de livro em 2006, os pesquisadores consideram The Curse of Caste o primeiro romance "verdadeiramente ficcional" escrito por uma afro-americana dentro dos Estados Unidos. Eles argumentam que Our Nig é mais uma obra autobiográfica do que uma obra ficcional.
Gates rebateu tal argumento apontando para inúmeras outras obras literárias do período parcialmente baseadas em eventos reais, e que, nesse sentido, seriam autobiográficas em sua essência, embora também sejam categorizadas como romances Examplos incluem Ruth Hall de Fanny Fern; Little Women, de Louisa May Alcott, e The Coquette, de Hannah Webster Foster (1797).
O primeiro romance escrito por um afro-americano, Clotel; or, The President's Daughter de William Wells Brown, foi publicado em 1853 no Reino Unido, onde o autor morava na época. O crítico Sven Birkerts argumentou que o fato de The Curse of Caste ser uma obra inacabada (já que Collins faleceu antes de terminá-la), além de sua qualidade literária inferior, a desqualificariam ao status de obra verdadeiramente pioneira e representativa da rica tradição de romances afro-americanos.
O historiador literário Eric Gardner acrescenta ao debate discutindo o porquê de Our Nig não ter recebido atenção de abolicionistas da época em que foi publicado. Em primeiro lugar, a obra não se adequa aos paradigmas literários esperados em uma narrativa de escravos (já que Wilson, a rigor, não foi uma escrava, mas uma serva), não se adequando, portanto, aos objetivos prementes do movimento. Apesar disso, a obra carrega qualidades artísticas notáveis e tratamentos importantes de uma zona pouco exploradas pela historiografia da época: o fenômeno do racismo no norte não-escravocrata dos Estados Unidos às vésperas da Guerra Civil.

### Tradução para o português
- Wilson, Harriet E. Our Nig: quadros da vida de uma negra livre. Tradução Gabriela Miani. São Paulo: Aetia Editorial, 2019. ISBN 978-85-94447-12-8

### Leitura complementar
- Loretta Woodard, "Wilson, Harriett", in Benét's Reader's Encyclopedia, Fourth Edition (1996), New York:  HarperCollins.